# Wade Cunningham
Wade Cunningham (Auckland, 19 de agosto de 1984) é um automobilista neozelandês.

## Carreira
Cunningham iniciou a carreira disputando o Campeonato Mundial de Kart, em 2003. Após tornar-se campeão mundial da modalidade neste ano, foi contratado para disputar a Fórmula Ford (divisão Zetec USA) em 2004, terminando a temporada em quinto lugar.
No ano seguinte, estreou na Indy Lights pela equipe Brian Stewart Racing, conquistando o título logo em sua primeira temporada na categoria. Terminaria as duas temporadas seguintes em terceiro lugar, com 379 e 423 pontos, respectivamente.
A temporada de 2008 foi irregular para Cunningham, amargando um 19º lugar, sua pior classificação na Lights. Reergueu-se em 2009, agora ao serviço da equipe Sam Schmidt Motorsports, vencendo duas corridas e encerrando a temporada em quarto lugar, com 416 pontos. No ano seguinte disputou apenas duas corridas, terminando ambas no pódio (vitória em Indianápolis e terceiro lugar em Homestead). Terminou a temporada em décimo-quinto lugar.

### A1 GP
Em paralelo com a Lights, Cunningham integrou a equipe da Nova Zelândia na extinta A1 Grand Prix, mas não teve chance de disputar nenhuma corrida.

### IndyCar
Em 2011, Cunningham disputou três corridas na IndyCar, pela Sam Schmidt (em associação com a AFS Racing. Sua melhor colocação foi um sétimo lugar no GP de Kentucky.
No GP de Las Vegas, foi um dos quinze pilotos envolvidos no acidente que vitimou o inglês Dan Wheldon.

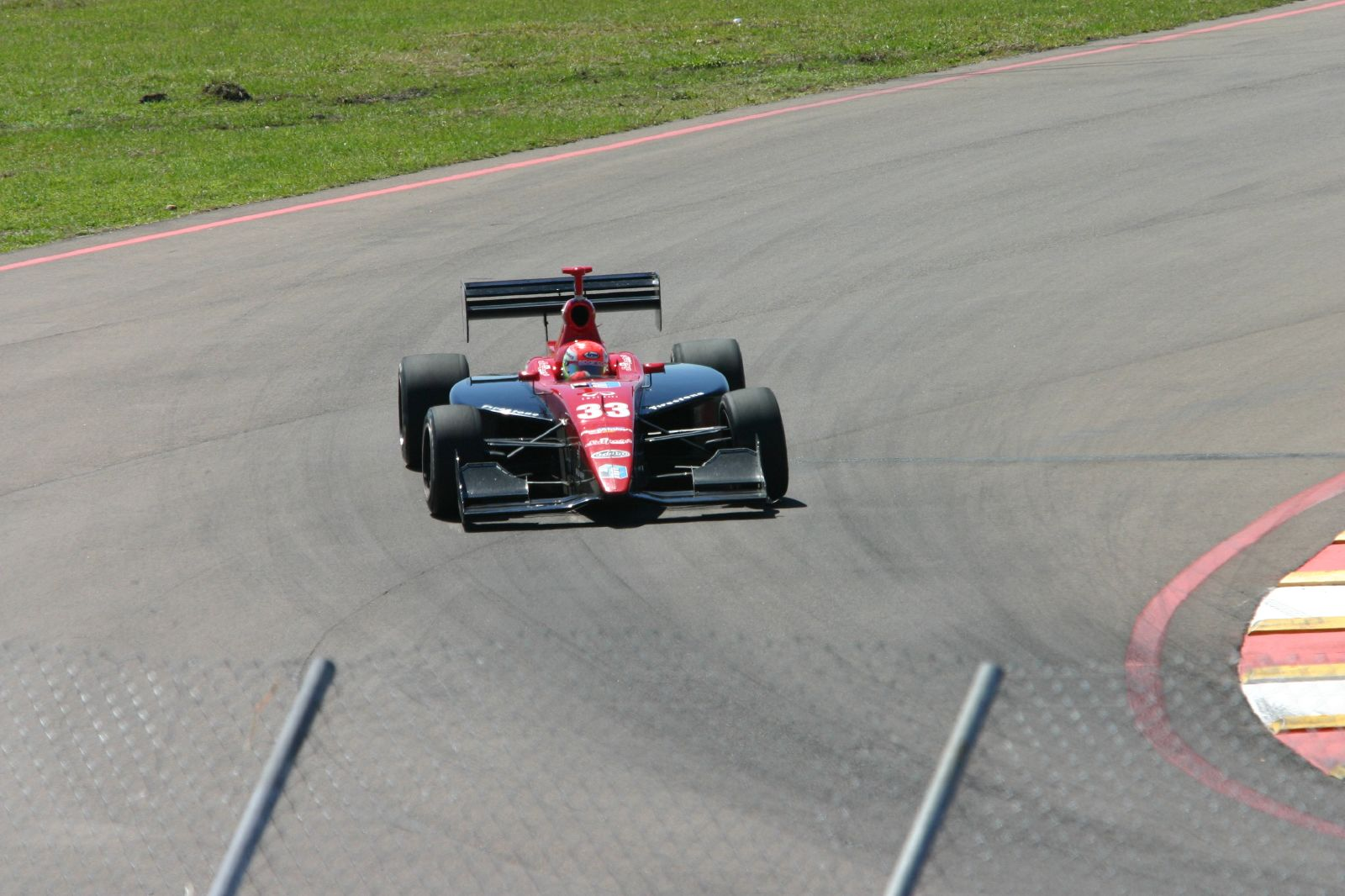
Cunningham disputando o GP de St. Petersburg da Indy Lights, em 2005.
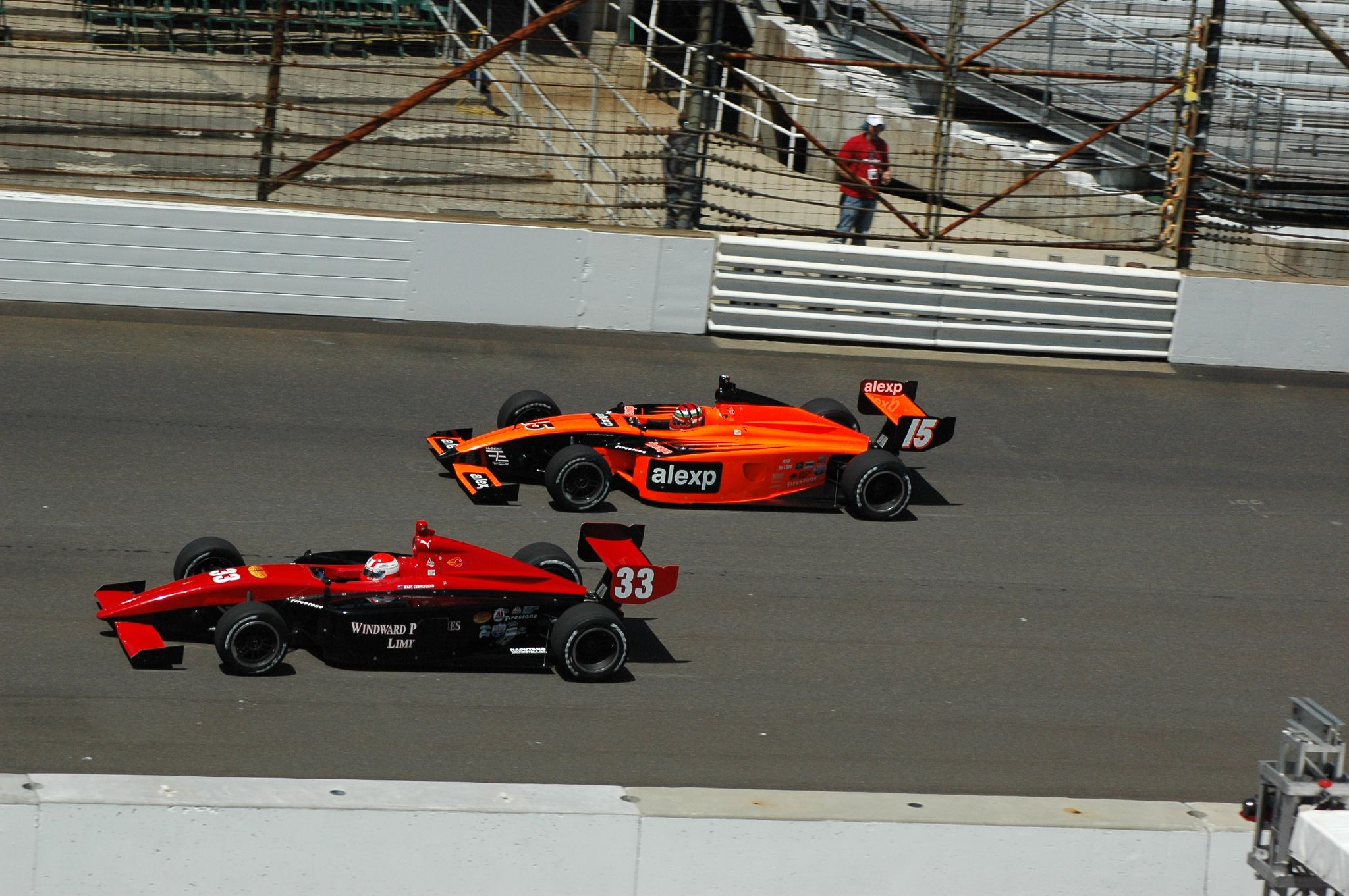
Cunningham (primeiro plano) disputando posição com o inglês Dillon Battistini, em 2008.